# Baltasar Guedes de Sousa
Pour les articles homonymes, voir Guedes.
Baltasar Guedes de Sousa, également connu sous le nom de Baltasar Vaz Guedes , est le 7e capitaine-major du Ceylan portugais (1560-1564).

## Biographie
Guedes de Sousa fut nommé en 1560 sous Sébastien du Portugal, il fut capitaine-major jusqu'en 1564. Il fut remplacé par Pedro de Ataíde Inferno.
Il était le deuxième fils de Gonçalo Guedes et de sa femme Maria Rodrigues de Sousa, et le petit-fils paternel de Gonçalo Vaz Guedes, 3e seigneur de Murça.
Il était donc le cousin germain d'un autre Gonçalo Vaz Guedes, père de l'humaniste portugais et recteur de l'Université de Coimbra, Frère Diogo de Murça.
Il a servi dans l'armée dans l'Inde portugaise et à Ceylan avec son frère, Gonçalo Guedes.
Au cours de son mandat, il a mené plusieurs opérations militaires à Colombo et dans le royaume de Kotte, et a été grièvement blessé au cours de ces batailles. Il est donc probable qu'il soit mort vers 1564.
La dernière référence à lui dans l'ouvrage du chroniqueur jésuite du XVIIe siècle Fernão de Queiroz, intitulé « Conquête temporelle et spirituelle de Ceylan », le mentionne comme ayant combattu dans la défense de la forteresse de Sri Jayawardenepura Kotte, en 1564, dans les termes suivants :
« Le capitaine Balthasar Guedes, soucieux de venger les blessures qu'il avait reçues et ne pouvant se tenir debout sur ses jambes, sur une civière dirigeait, encourageait [les autres] et combattait, le manque de pieds n'étant pas un obstacle, car il avait des mains ».

## Famille
Ni lui ni son frère Gonçalo ne se sont mariés, ni n'ont laissé de descendants connus, de sorte que la maison paternelle a été héritée par un autre frère, Gaspar de Sousa Guedes, marié à l'héritière du 3e majorat de Bulhão; avec des descendants dans les majorats, plus tard comtes de Bertiandos, et dans la famille Lemos, seigneurs de Trofa.